# Edward F. Cline

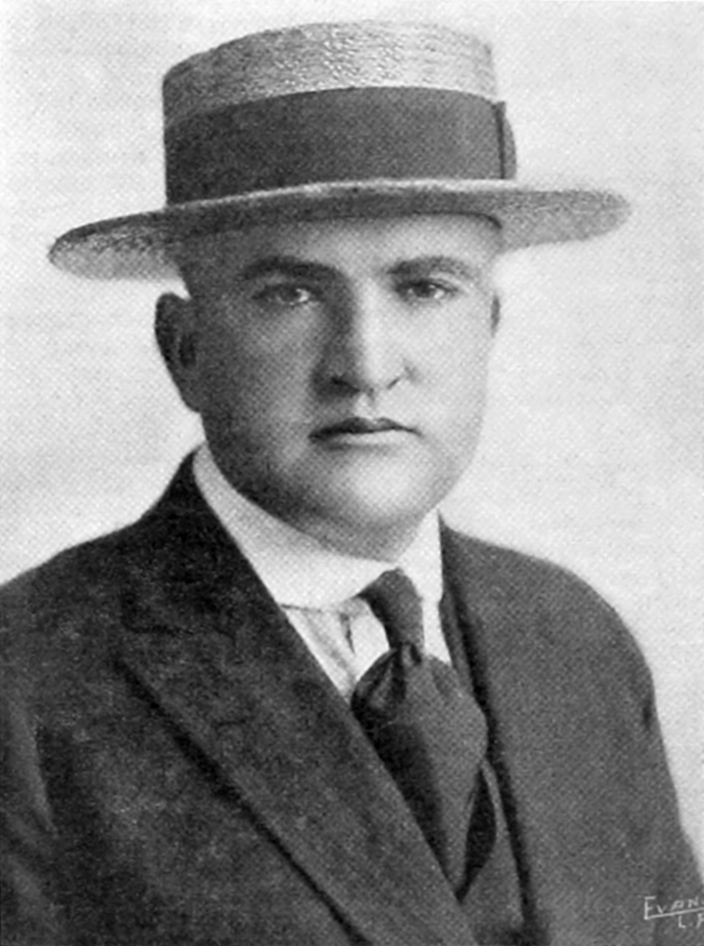
Edward F. Cline (1920)

Edward Francis Cline, auch Eddie Cline, (* 4. November 1891 in Kenosha, Wisconsin; † 22. Mai 1961 in Hollywood) war ein US-amerikanischer Schauspieler, Drehbuchautor und Regisseur.

## Leben
Cline begann seine Laufbahn als Theaterschauspieler. Er kam 1914 zu den Keystone Studios, wo er seinen ersten Filmauftritt als Polizist in The Knockout hatte. Für Keystone-Studioleiter Mack Sennett arbeitete er fortan als Gaglieferant und ab 1916 als Regisseur. Als Filmregisseur drehte er dann bis 1947 insgesamt 167 Filme, vor allem klassische Slapstick-Komödien. Anfang der 1920er-Jahre drehte Cline zahlreiche Kurzfilme in Co-Regie und als Co-Autor mit Buster Keaton. Mit Beginn des Tonfilms blieb Cline erfolgreich im Filmgeschäft und drehte unter anderem mehrere Filme mit W. C. Fields. 1951 entwickelte er die Fernsehserie Life with Buster Keaton.

## Filmografie (Auswahl)
Regie
- 1920: Flitterwochen im Fertighaus (One Week, Kurzfilm)
- 1920: Buster Keatons Trauung mit Hindernissen (The Scarecrow, Kurzfilm, auch Schauspiel)
- 1920: Nachbarschaft im Klinch (Neighbors, Kurzfilm, auch Schauspiel)
- 1921: Buster Keaton bekämpft die blutige Hand (The High Sign, Kurzfilm)
- 1921: Wasser hat keine Balken (The Boat, Kurzfilm, auch Schauspiel)
- 1921: Das verwunschene Haus (The Haunted House, Kurzfilm, auch Schauspiel)
- 1921: Im Theater (The Play House, Kurzfilm, auch Schauspiel)
- 1922: Buster und die Polizei (Cops, Kurzfilm)
- 1922: Im hohen Norden (The Frozen North, Kurzfilm, auch Schauspiel)
- 1922: Das vollelektrische Haus (The Electric House, Kurzfilm)
- 1923: Drei Zeitalter (Three Ages) (Koregie)
- 1923: Zirkuskind (Circus Days)
- 1924: Jackie, der kleine Robinson (Little Robinson Crusoe)
- 1925: Jackie, der Lumpensammler (The Rag Man)
- 1925: Alles für die Firma (Old Clothes)
- 1930: Leathernecking
- 1930: The Widow from Chicago
- 1932: Beine sind Gold wert (Million Dollar Legs)
- 1938: Breaking the Ice
- 1939: Ehrlich währt am längsten (You Can’t Cheat an Honest Man)
- 1940: Mein kleiner Gockel (My Little Chickadee)
- 1940: Der Bankdetektiv (The Bank Dick)
- 1941: Gib einem Trottel keine Chance (Never Give a Sucker an Even Break)
- 1943: Crazy House
- 1944: Ghost Catchers
- 1951: Life with Buster Keaton (Fernsehserie)